# Анна Каренина (фильм-балет, 1974)
«Анна Каренина» — фильм-балет 1974 года, поставленный по мотивам одноимённой повести Л. Н. Толстого. В основу фильма лёг балет Р. Щедрина, премьера которого состоялась ранее на сцене Большого театра в 1972 году.
Либретто написал Борис Львов-Анохин, автором фильма-балета «Анна Каренина» стала Маргарита Пилихина, хореографию поставили Наталья Рыженко, Виктор Смирнов-Голованов и М. М. Плисецкая. Декорации и костюмы создал Валерий Левенталь.
Оркестром Большого театра управлял дирижёр Юрий Симонов.

## В ролях
- Майя Плисецкая — Анна Аркадьевна Каренина (Облонская)
- Александр Годунов — граф Алексей Кириллович Вронский, полковник
- Владимир Тихонов — Алексей Александрович Каренин, муж Анны
- Нина Сорокина — Екатерина Александровна Щербацкая (Кити), сестра Долли
- Марианна Седова  — княгиня Елизавета Фёдоровна Тверская (Бетси), кузина Вронского, жена кузена Анны
- А. Лавренюк — князь Тверской, муж Бетси
- С. Радченко — Тушкевич
- Юрий Владимиров — Станционный смотритель

В роли Серёжи Каренина дебютировала трёхлетняя Анна Плисецкая, дочь балетмейстера Александра Плисецкого и балерины Марианны Седовой, в титрах указана под именем А. Седов.

## Интересные факты
Снимал фильм признанный мастер Валентин Пиганов, впервые использовавший профессиональные линзы и фильтры для кинокамеры, в то время не было постпродакшена.
Существует легенда, согласно которой, юная Анна Плисецкая, сыгравшая маленького Серёжу Каренина, обязана своим именем именно этому балету. Так, Майя Плисецкая писала в своих воспоминаниях:

«Я пишу обстоятельное письмо-просьбу на имя Фурцевой, излагаю доводы за балет „Анна Каренина“. Щедрин за лето оканчивает партитуру. Тогда же и родилась моя племянница, которую в честь окончания сочинения окрестили Анной. Только Александровной, как дочку брата моего Александра, не Аркадьевной»— Майя Плисецкая
Костюмы Майи Плисецкой для постановки были смоделированы и сшиты Пьером Карденом.
К 75-летию Родиона Щедрина ему был подарен торт, на котором кондитеры вывели шоколадом партитуру к балету «Анна Каренина».